# Zoró
Zoró (Pageyn, Pangyej) je pleme Američkih Indijanaca porodice Mondé nastanjen u brazilskoj državi Mato Grosso na području Parka Aripuanã, Área Indígena Zoró. Godine 2000. ima ih 414. Najsrodniji su Indijancima Surui iz istog područja. Porodica Mondé članica je velike porodice Tupian. Jezik ovih Indijanaca SIL danas svrstava kao jedan od dijalekata jezika Gavião iz Rondônije.

## Vanjske poveznice
- The Failure to Protect Tribal Peoples  Arhivirana inačica izvorne stranice od 19. prosinca 2005. (Wayback Machine)